# Hymne au Nil
L'Hymne au Nil est une œuvre littéraire particulièrement touchante par la simplicité de son propos vantant les bienfaits du cycle de la nature, sans référence au panthéon égyptien, si ce n'est le dieu du Nil, Hâpy, à qui il est dédié.
Organisé en quatorze paragraphes, l'hymne au Nil a pour titre Adorer le Hâpy. C'est un magnifique éloge du cycle de la nature et de la crue dont dépend la prospérité de l'Égypte.
L'hymne au Nil est attesté dans les anthologies scolaires des XVIIIe et XXe dynasties à côté des textes littéraires bien connus du Moyen Empire.
Bien qu'il fasse donc indubitablement partie des œuvres enseignées aux élèves scribes, au moins sous le Nouvel Empire, il pose le problème de la date de sa composition. La grammaire semble indiquer qu'il fut rédigé sous le Moyen Empire, mais certains motifs religieux et traits stylistiques incitent à dater sa composition de la XVIIIe dynastie.
La nature même du texte est également sujette à discussion : s'agit-il d'un véritable hymne, psalmodié lors de célébrations ou d'une composition purement littéraire ? Pour l'égyptologue Jan Assmann, ce serait une composition littéraire du Moyen Empire ne pouvant avoir aucune fonction rituelle, puisque Hâpy ne jouissait d'aucun culte quotidien dans les temples ; ce serait donc simplement une sorte d'enseignement sur la nature dispensé aux élèves sous forme de chant.
Au contraire, d'après Dirk Van der Plas, ce serait un véritable chant liturgique composé sous le Nouvel Empire et « récupéré » par les institutions scolaires, l'hymne pouvant très bien être récité occasionnellement par des prêtres, le caractère annuel de la crue ne nécessitant pas un culte quotidien.
Quelle que soit la nature première de ce texte, l'hymne au Nil fut en tout cas bel et bien intégré au programme scolaire du Nouvel Empire. Il peut en outre être considéré comme l'un des chefs-d'œuvre littéraires de la civilisation pharaonique.

## Texte de l'hymne au Nil
1.

 Salut à toi, Hâpy, issu de la terre

 venu pour faire vivre l’Egypte,

 Dont la nature est cachée, ténèbre en plein jour,

 pour qui chantent ses suivants ;

 Qui inondes les champs que Rê a créés

 pour faire vivre tous les animaux,

 Qui rassasies la montagne éloignée de l’eau

 - ce qui tombe du ciel est sa rosée ;

 Aimé de Geb, dispensateur de Népri,

 qui rends florissants les arts de Ptah !

2.

 Maître des poissons, qui conduit au sud le gibier des marécages

 - il n’est pas d’oiseau qui descende aux temps chauds ;

 Qui a fait l’orge et produit le blé,

 approvisionnant les temples.

 Tarde-t-il que le nez se bouche,

 et que chacun est démuni ;

 Si l’on réduit les pains d’offrande des dieux, des millions d’hommes sont perdus !

3.

 Parcimonieux, le pays entier souffre,

 grands et petits vagabondent ;

 Mais les hommes se rassemblent dès qu’il s’approche,

 lorsque Khnoum l’a formé.

 Se soulève-t-il que le pays est dans l’exultation,

 et que chacun est en joie ;

 Chaque denture entreprend de rire,

 et chaque dent est découverte !

4.

 Qui apporte la nourriture, fertile en aliments,

 et a créé tous ses bienfaits ;

 Maître de l’autorité, au doux parfum,

 c’est la satisfaction lorsqu’il vient.

 Qui produit l’herbe pour les troupeaux,

 et donne des victimes à chaque dieu.

 Il est dans la Douat, ciel et terre sur ses étais,

 lui qui a pris possession des Deux Pays,

 Qui a empli les magasins, élargi les enclos,

 et donné des biens aux démunis.

5.

 Qui fait pousser le bois et tout ce qu’on désire

 - on ne peut en manquer ;

 Qui produit les bateaux de sa vigueur

 - on ne peut en construire en pierre !

 Qui prend possession des collines par son flot,

 sans qu’on puisse l’apercevoir ;

 Qui œuvre sans qu’on puisse le diriger,

 qui nourrit en secret ;

 On ne connaît pas son lieu d’origine,

 ni sa caverne, dans les écrits.

6.

 Qui parcourt les hauteurs sans digue,

 qui vagabonde sans guide,

 C’est lui qu’accompagnent les groupes d’enfants,

 on le salue comme un roi !

 Dont la période est fixée, qui vient en son temps,

 emplissant Haute et Basse-Egypte.

 Chacun boit de son eau,

 lui qui donne au-delà de sa beauté.

7.

 Celui qui était dans le besoin accède à la réjouissance,

 et chaque cœur se réjouit !

 Qui a porté Sobek et enfanté le flot,

 l’Ennéade qui est en lui est sacrée.

 Qui arrose les champs, irrigue la campagne,

 onguent pour le pays complet,

 Qui enrichit l’un et appauvrit l’autre,

 sans que personne lui en fasse procès ;

 Qui fait la satisfaction sans pouvoir être détourné,

 à qui l’on n’impose pas de frontière.

8.

 Qui éclaire ceux qui sortent dans leurs ténèbres

 avec la graisse de ses troupeaux ;

 Tout ce qui est produit est sa vigueur,

 il n’est pas de région qui vive sans lui.

 Qui habille les gens du lin qu’il a créé,

 qui agit pour Hedjhotep avec son œuvre,

 Qui agit pour Chesmou avec son huile,

 tandis que Ptah façonne avec ses rejets.

 [...]

 et tous les ouvriers produisent grâce à lui.

 Et tous les écrits en hiéroglyphes :

 son affaire est le papyrus.

9.

 Qui sourd du monde souterrain et sort du ciel lointain,

 qui se révèle et sort du secret.

 L’accablement est en lui de sorte que la population diminue,

 lui qui la tue de sorte que l’année est funeste ;

 Les forts ressemblent à des femmes,

 chacun a repoussé ses outils.

 Il n’y a plus de fil pour les habits :

 il n’y a plus de vêtement pour se vêtir ;

 Les enfants des nobles ne peuvent se parer :

 il n’y a plus de fard pour leur visage ;

 Les cheveux tombent par manque de lui :

 personne ne peut s’oindre.

10.

 Qui établit la justice dans le cœur des hommes

 - ils disent des mensonges dans la pauvreté.

 Qui se mêle avec le Grand Vert,

 dont on ne dirige pas le cours.

 On l’adore plus que tous les dieux,

 lui qui fait descendre les oiseaux de leur pays.

 Il n’est personne dont la main tisse de l’or,

 personne qui s’enivre d’argent,

 On ne peut manger de lapis-lazuli véritable :

 l’orge est à la base de la prospérité.

11.

 C’est pour lui qu’on commence à chanter à la harpe,

 pour lui qu’on chante en frappant des mains ;

 C’est lui qu’acclament les groupes d’enfants,

 c’est pour lui qu’on épuise des délégations.

 Qui vient chargé de richesses, orne le pays

 et rafraîchit le teint des hommes.

 Qui fait vivre le cœur des femelles enceintes,

 et désire la multitude de tous les troupeaux.

12.

 Se soulève-t-il devant les citadins affamés,

 qu’ils se rassasient de ses produits :

 Des plantes-hen à la bouche, des lotus à la narine,

 chaque chose abonde sur terre !

 Tous les légumes sont à la disposition des enfants,

 eux qui avaient oublié ce qu’était que manger ;

 Le bien est répandu dans les rues,

 et le pays entier gambade.

13.

 Gonfle-toi, Hâpy, que l’on te fasse des offrandes,

 que l’on sacrifie pour toi des bœufs,

 Que l’on accomplisse pour toi une hécatombe,

 que l’on gave pour toi des volailles,

 Que l’on capture pour toi les lions du désert,

 que l’on te rende tes bienfaits,

 Que l’on fasse des offrandes à tous les dieux,

 comme on l’aura fait pour Hâpy :

 Encens, huile fine, bœufs à cornes longues, courtes,

 volailles en holocauste,qu’a faits Hâpy issu de sa puissante caverne.

 On ne connaît pas son nom dans la Douat,

 et les dieux ne peuvent le révéler.

14.

 Vous tous, les hommes, exaltez l’Ennéade,

 craignez son autorité !

 Agissez pour son fils, le Maître Universel,

 celui qui fait verdir les Deux Rives !

 Sois vert et tu viendras, sois vert et tu viendras,

 Hâpy, sois vert et tu viendras !

 Viens en Égypte, toi qui produis la paix,

 qui fais verdir les Deux Rives !

 Sois vert et tu viendras, sois vert et tu viendras,

 Hâpy, sois vert et tu viendras !

 Toi qui fais vivre hommes et troupeaux

 de tes produits champêtres.

 Sois vert et tu viendras, sois vert et tu viendras,

 Hâpy, sois vert et tu viendras !
— Bernard Mathieu, Études de métrique égyptienne.
II. Contraintes métriques et production textuelle dans l’Hymne à la Crue du Nil, 
RdE 41, 1990, p. 127-141.